# Jaroslav Halíř
Jaroslav Halíř (* 30. června 1975 Děčín) je český trumpetista.

## Životopis
Hru na trubku studoval na pražské konzervatoři, poté pokračoval na HAMU v Praze. Během studia se účastnil semináře trumpetistů vedeným Edwardem H. Tarrem v rámci Evropské hudební akademie v Bonnu a celosvětového semináře trumpetistů v Lake Placid ve Spojených státech.
V roce 1996 se stává členem České filharmonie, kde od roku 2001 působí jako první trumpetista. Je také jedním z nejžádanějších studiových hráčů moderní hudby a od roku 2010 je členem jazzového souboru Czech Philharmonic JazzBand. Nahrál řadu CD a je držitelem mnoha ocenění.

## Ocenění
- 1992 – 1. cena na mezinárodní soutěži Concertino Praga
- 1994 – 1. cena v celostátní soutěži českých konzervatoři v Kroměříži
- 1998 – čestné uznání na mezinárodní hudební soutěži Pražského jara
- 1999 – 3. cena mezinárodní soutěži hráčů na žesťové nástroje v Gdaňsku
- 1999 – 2. cena ve finském Lieksa